# Amorphophallus obscurus
Amorphophallus obscurus är en kallaväxtart som beskrevs av Wilbert Leonard Anna Hetterscheid och Sizemore. Amorphophallus obscurus ingår i släktet Amorphophallus och familjen kallaväxter. Inga underarter finns listade.